# Regenbogenfische
Die Regenbogenfische (Melanotaeniidae, griechisch melan, -anos = schwarz + lateinisch taenia = Streifen) sind eine Familie von meist klein bleibenden, oft bunten, sekundären Süßwasserfischen, die für Australien und Neuguinea sowie einige der vorgelagerten Inseln endemisch sind. 

## Merkmale
Regenbogenfische sind im Allgemeinen hochrückiger, vor allem im Alter, und bunter als die mit ihnen verwandten Ährenfische. Ihr Körper ist seitlich etwas abgeflacht und erreicht je nach Art Längen zwischen vier und zwölf Zentimeter. Der Kopf ist mehr oder weniger zugespitzt, die Augen groß. Das Maul ist relativ klein, die Lippen verdickt, die Kiefer mit ein bis zwei Zahnreihen besetzt. Bei vielen Arten besteht ein Geschlechtsdimorphismus, die Männchen sind für gewöhnlich farbenprächtiger und besitzen teilweise verlängerte Flossenstrahlen.
Die zwei Rückenflossen sind deutlich getrennt, stehen aber nah zusammen. Die erste wird von drei bis sieben Flossenstacheln, die zweite von einem starken Flossenstachel und 6 bis 22 geteilten Weichstrahlen gestützt. Der Flossenstachel fehlt bei Cairnsichthys und Iriatherina. Die Afterflosse hat 10 bis 30 Flossenstrahlen, bei einigen Gattungen befindet sich vorn ein kräftiger Flossenstachel. Der innerste Flossenstrahl der Bauchflossen ist über seine gesamte Länge mit dem Körper durch eine Flossenmembran verbunden. Die Seitenlinie fehlt oder ist auf einige flache Gruben in wenigen Schuppen beschränkt. Die Schuppen sind relativ groß, in einer mittleren Längsreihe zählt man 28 bis 60. Die Region zwischen Bauchflossenbasis und Anus ist schuppenlos. Die Anzahl der Wirbel liegt bei 27 bis 38.

## Systematik
Die Familie der Regenbogenfische gehört in die Ordnung der Ährenfischartigen (Atheriniformes).

### Äußere Systematik
Nach neuesten wissenschaftlichen Untersuchungen besteht eine enge Verwandtschaft zu den Bedotiidae (endemisch auf Madagaskar), sowie den Telmatherinidae (Vorkommen auf Sulawesi und Neuguinea) und den Pseudomugilidae (Vorkommen in Australien und Neuguinea). Sie wurden mit diesen Familien in die neue Unterordnung Melanotaenioidei innerhalb der Atheriniformes gestellt.

### Innere Systematik
Es sind etwa 100 Arten von Regenbogenfischen in 7 Gattungen wissenschaftlich beschrieben. Darüber hinaus gibt es noch rund ein Dutzend Neuentdeckungen, die in den letzten Jahren insbesondere im westlichen Teil Neuguineas entdeckt, aber von der Wissenschaft noch nicht als Art beschrieben worden sind.

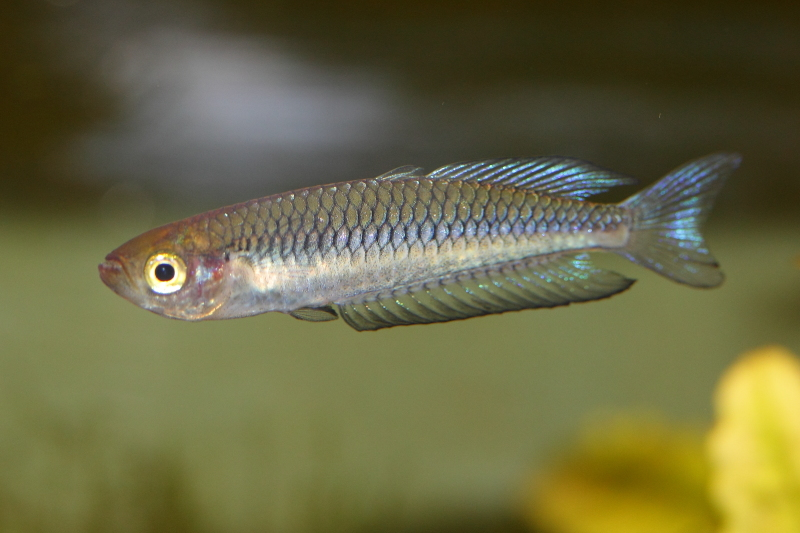
Rhadinocentrus ornatus

- Gattung Cairnsichthys
- Gattung Chilatherina
- Gattung Glossolepis
- Gattung Iriatherina
- Gattung Melanotaenia
- Gattung Pelangia
- Gattung Rhadinocentrus

## Nutzung
Vertreter der Melanotaeniidae sind ausgezeichnete und zunehmend beliebte Aquarienfische. Nur wenige Arten haben auch eine – allerdings geringe – Bedeutung als Speisefische bei der lokalen einheimischen Bevölkerung.